# Aimo Halila
Aimo Oskari Halila, född den 9 november 1912 i Lahtis, död den 15 januari 1998 i Helsingfors, var en finländsk historiker. han var bror till Jouko Halila.
Halila, som blev filosofie doktor 1942, var 1951-54 professor i historia vid nuvarande Tammerfors universitet och innehade 1954–1975 en personell e.o. professur i Finlands och Skandinaviens historia vid Helsingfors universitet. Han författade bl.a. ett flertal kommunhistoriker, skrev det finska folkskolväsendets historia (4 bd, 1949–1950), vilket kan betraktas som hans huvudarbete, vidare Kordelinska kulturfondens historik (1990), biografier över Väinö Voionmaa (1969) och Alfred Kordelin (1974).